# Лоїс Абер
Лої́с Абе́р (фр. Loïs Habert, 18 листопада 1983) — французький біатлоніст, призер етапів кубка світу з біатлон у скаладі естафет. Срібний призер Чемпіонату Європи 2006 року в індивідуальній гонці.

## Кар'єра в Кубку світу
- Дебют в кубку світу — 10 грудня 2005 року в спринті в Гохфільцені — 67 місце.
- Перше попадання в залікову зону — 6 січня 2007 року в спринті в Обергофі — 29 місце.

Першим роком Лоїса в біатлоні став 2000 рік, а з 2001 року він вже виступає за національну збірну. Найкращим особистим досягненням Лоїса є 10 місце в спринті, яке він виборов в Обергофі у січні 2011 року

## Загальний залік в Кубку світу
- 2006—2007 — 56-е місце (36 очок)
- 2007—2008 — 55-е місце (46 очок)
- 2008—2009 — 87-е місце (18 очок)
- 2009—2010 — 109-е місце (6 очок)
- 2010—2011 — 42-е місце (197 очок)